# Arrondissement Clamecy
Arrondissement Clamecy (fr. Arrondissement de Clamecy) je správní územní jednotka ležící v departementu Nièvre a regionu Burgundsko ve Francii. Člení se dále na šest kantonů a 93 obcí.

## Kantony
- Brinon-sur-Beuvron
- Clamecy
- Corbigny
- Lormes
- Tannay
- Varzy